# Seznam distribuovaných společností
Toto je seznam distribuovaných společností, resp. společností plně založených na práci na dálku. Taková společnost nemá fyzickou kancelář, v níž by pracovali zaměstnanci, ačkoliv může mít poštovní schránku v místě svého úředního sídla. Mnoho takovýchto společností zaměstnává pracovníky z více časových pásem.
Mezi výhody firem zaměstnávajících plně na dálku patří, že nemusí platit nájem za kancelářské prostory, jsou schopné rychle expandovat a při najímání zaměstnanců nejsou omezeny lokalitou. Nevýhodou je, že fyzické setkávání může zaměstnancům pomoci lépe spolu komunikovat a přicházet s nápady. Další nevýhodou je, že zaměstnanci pracující pouze na dálku se mohou cítit odloučeni od svých spolupracovníků, které osobně nepotkávají. Kvůli tomu se mezi nimi nemusí vybudovat vzájemný soucit. Aby posilovaly v zaměstnancích pocit sounáležitosti, pořádají takto fungující společnosti častá týden trvající setkání a výjezdy.
Zkušenosti s prací na dálku mají společnosti v technologických odvětvích, elektronickém obchodu a e-learningu. Jednou z největších společností fungujících na dálku, která zaměstnává 1 100 lidí ve více než 60 zemích, je GitLab.

## Společnosti fungující na dálku
- Andela[7][8][9]
- Automattic[10]
- Buffer (firma)[11][12]
- DuckDuckGo[13]
- Egenera[4]
- Emsisoft Ltd.[14]
- Fakturoid (ČR)[15]
- GitLab[6]
- Help Scout[4]
- Mapillary[16]
- Product Hunt[17]
- Toggl[18]
- Toptal[19]
- Zapier[20][21]